# Bonga (musicista)
José Adelino Barceló de Carvalho, noto come Bonga (Ícolo e Bengo, 5 settembre 1942), è un cantante angolano.

## Biografia
José Adelino Barceló de Carvalho è nato in Angola e da giovane era un atleta velocista e un militante per l'indipendenza del suo Paese, all'epoca colonia del Portogallo, dove ha anche vissuto. Nel 1972 abbandonò l'atletica leggera per dedicarsi alla musica diventando famoso nella sua terra nativa. Costretto all'esilio dall'Angola vagò in Europa (Paesi Bassi, Belgio, Germania e Francia) fino all'indipendenza dell'Angola avvenuta nel novembre 1975. Tempo dopo stabilì la sua residenza a Lisbona. Nonostante questo è considerato un eroe per l'Angola, in quanto simbolo mondiale dell'emancipazione e indipendenza dell'Africa.